# Gårdlösa
Gårdlösa è un antico insediamento risalente all'età del ferro, situato nel comune di Smedstorp in Scania. Venne probabilmente abitato per breve tempo durante l'età del bronzo scandinava, e tra il I secolo a.C. e l'XI secolo.

## Descrizione
Nel 1949 venne rinvenuta a Gårdlösa la tomba di una donna risalente all'età del ferro romana. Conteneva una fibula in argento su cui si trovava un'iscrizione runica in Fuþark antico. Tra il 1963 ed il 1976 vennero effettuati scavi archeologici portando alla luce le fondazioni di alcune case, cimiteri ed un santuario. Il ricco e variegato materiale recuperato ha permesso agli studiosi di effettuare studi sulla vita sociale, economica e religiosa degli antichi abitanti, fornendo una buona descrizione di un insediamento agricolo dell'età del ferro e delle sue risorse.
Vi si trovano due cerchi di pietra, e tre vestiti irregolari di cui uno piccolo, oltre ad un cerchio di pietre risalente all'Era di Vendel di epoca vichinga.